# Anemone canadensis
Anémone du Canada
Espèce
Classification phylogénétique
Anemone canadensis, communément appelée Anémone du Canada, est une espèce de plantes vivaces d'Amérique du Nord. Préférant les prairies humides, les rives de ruisseaux ou de lacs, elle peut proliférer rapidement grâce à ses rhizomes. Elle est généralement appréciée pour ses fleurs blanches.